# Städtebauliche Sanierungsmaßnahme
Städtebauliche Sanierungsmaßnahmen sind nach § 136 Abs. 1 Baugesetzbuch Maßnahmen in Städten und Dörfern, durch die ein Gebiet (Sanierungsgebiet) zur Behebung städtebaulicher Missstände wesentlich verbessert oder umgestaltet werden soll, wobei die einheitliche Vorbereitung und zügige Durchführung im öffentlichen Interesse liegen muss.

## Ziele einer städtebaulichen Sanierungsmaßnahme
Ziele der städtebaulichen Sanierung:
- Bewahrung des städtebaulichen Erbes, soweit es erhaltenswert ist.
- Wohn- und Arbeitsbedingungen in der gebauten Umwelt verbessern.
- Begleitung des Strukturwandels der gewerblichen Wirtschaft und der Landwirtschaft durch städtebauliche Maßnahmen.

Diese Gesamtmaßnahmen finden u. a. Anwendung bei der Sanierung in Historischen Stadtkernen oder bei der Stadterneuerung in älteren Stadtteilen, in Bereichen des städtebaulichen Denkmalschutzes und beim Stadtumbau.

## Voraussetzung
Als Voraussetzung für die Möglichkeit der Durchführung einer Sanierungsmaßnahme müssen in dem betreffenden Gebiet städtebauliche Missstände vorliegen. Es reicht allerdings auch aus, wenn die städtebaulichen Missstände sich erst abzeichnen. Die Notwendigkeit einer Maßnahme ergibt sich in diesem Fall dadurch, dass die Verschlechterung der städtebaulichen Situation verhindert werden muss.
Unterschieden wird zwischen zwei Arten von Missständen:
Substanzschwächen und Funktionsschwächen.
Substanzschwächen liegen in einem Gebiet dann vor, wenn das Gebiet mit seiner vorhandenen Bebauung oder nach seiner sonstigen Beschaffenheit den allgemeinen Anforderungen an gesunde Wohn- und Arbeitsverhältnisse oder an die Sicherheit der in ihm wohnenden oder arbeitenden Bevölkerung nicht entspricht.
Funktionsschwächen liegen dann vor, wenn das Gebiet die Aufgaben, die ihm nach seiner Lage und Funktion obliegen, nicht mehr erfüllen kann oder in der Erfüllung der Aufgaben beeinträchtigt ist.

## Städtebauliche Gesamtmaßnahme
Städtebauliche Sanierungsmaßnahmen sind Gesamtmaßnahmen (§ 149 Abs. 2 und 3 BauGB), die Einzelmaßnahmen im Verfahrensverlauf sind nur von Bedeutung, wenn sie Bestandteil der Gesamtmaßnahme sind. Sie können für sich allein nicht Gegenstand einer städtebaulichen Sanierung sein. Ausnahmsweise können sie auch außerhalb des Sanierungsgebietes liegen (Einzelmaßnahme muss durch die Sanierung bedingt sein).

### Merkmale der Sanierung als Gesamtmaßnahme
- Bezug auf ein bestimmtes Gebiet
- Behebung städtebaulicher Missstände als allgemeines Ziel
- Ausrichtung auf eine einheitliche Konzeption und Planung
- langfristige Dauer
- Bündelung und zielgerichtete Ausrichtung einer Vielzahl zum Teil verschiedenartiger Einzelmaßnahmen
- gesteigerte Verantwortung der Gemeinde

### Einzelmaßnahmen
Einzelmaßnahmen sind konkrete Vorhaben oder Projekte im Rahmen der Gesamtmaßnahme, z. B.
- Aufstellung eines Bebauungsplanes
- der Erwerb eines bestimmten Grundstücks
- die Verlagerung eines bestimmten Betriebs

## Behebung der städtebaulichen Missstände
Die städtebaulichen Missstände können auf zwei Arten behoben werden: Dies kann einerseits durch eine wesentliche Verbesserung des Gebietes oder durch eine wesentliche Umgestaltung des Gebietes erfolgen. Bei der Verbesserung des Gebietes werden unter der Aufrechterhaltung der Struktur bauliche oder sonstige Anlagen errichtet, modernisiert oder instand gesetzt. Wenn die Missstände durch eine wesentliche Umgestaltung des Gebiets beseitigt werden, werden insbesondere
- die Art der baulichen oder sonstigen Nutzung,
- das Maß der baulichen Nutzung,
- die überbaubaren Grundstücksflächen oder
- die Erschließung

verändert.
Um eine Behebung der städtebaulichen Missstände zu erreichen, ist es nicht erforderlich, dass alle Missstände beseitigt werden. Es reicht aus, wenn die vorhandenen Missstände wesentlich gemindert werden.

## Sanierungsverfahren
Im Baugesetzbuch sind zwei Arten des Sanierungsverfahrens vorgesehen:
- Das umfassende Sanierungsverfahren
- Das vereinfachte Sanierungsverfahren

### Das umfassende Sanierungsverfahren
Dem umfassenden Sanierungsverfahren (auch klassisches Sanierungsverfahren) liegt eine besondere, vom allgemeinen Städtebaurecht abweichende, bodenpolitische Konzeption zugrunde. Es ist für die Fälle gedacht, bei denen nach der städtebaulichen Situation und den Sanierungszielen der Gemeinde damit gerechnet werden muss, dass die Durchführung der Sanierung durch Bodenwertsteigerungen wesentlich erschwert werden könnte, die lediglich durch die Sanierung eintreten. Das Baugesetzbuch geht davon aus, dass bei Vorliegen städtebaulicher Missstände, die durch Sanierungsmaßnahmen behoben werden sollen, die Anwendung des gesamten besonderen Sanierungsrechts grundsätzlich gerechtfertigt ist. Der Kernpunkt dieser Verfahrensart liegt darin, dass die Gemeinde Entschädigungs- und Ausgleichszahlungen sowie Kaufpreise auf den sanierungsunabhängigen Bodenwert beschränken und außerdem sanierungsbedingte Bodenwerterhöhungen zur Finanzierung der Sanierungsmaßnahme abschöpfen muss. Deshalb findet jedoch das Erschließungsbeitragsrecht keine Anwendung.

### Das vereinfachte Sanierungsverfahren
Das vereinfachte Verfahren ist ein städtebauliches Sanierungsverfahren, das unter ausdrücklichem Ausschluss der besonderen bodenrechtlichen Vorschriften (§§ 152 - 156a BauGB) durchgeführt wird.

### Entscheidungsspielraum der Gemeinde
Grundsätzlich wird das umfassende Verfahren vor allem dann zur Anwendung gebracht, wenn eine erhebliche Gebietsumgestaltung angestrebt wird; das vereinfachte Verfahren dagegen, wenn die Erhaltung und Verbesserung des Bestandes im Vordergrund der Sanierung steht. Dennoch ist die Entscheidung zwischen dem umfassenden und dem vereinfachten Verfahren keine Ermessensentscheidung der Gemeinde. Vielmehr muss die Gemeinde in der Sanierungssatzung die Anwendung der §§ 152 - 156a BauGB ausschließen, wenn diese Vorschriften für die Durchführung der Sanierung nicht erforderlich sind und die Durchführung hierdurch voraussichtlich nicht erschwert wird.

## Verfahrensgang
Im Gesetz ist der Verfahrensgang fest vorgegeben und gliedert sich in Vorbereitung, Durchführung und Abschluss.
- Vorbereitung (§ 140 BauGB): Aufgabe der Gemeinde
  - Vorbereitende Untersuchungen (§ 141 BauGB)
  - Bestimmung der Ziele und Zwecke der Sanierung (§ 142 BauGB)
  - Städtebauliche Planung (§ 3, § 8, § 10 BauGB)
  - Erörterung der beabsichtigten Sanierung (§§ 137 - 139 BauGB)
  - Erörterung und Fortschreibung des Sozialplanes (§ 180 BauGB)
  - förmliche Festlegung des Sanierungsgebietes durch eine Sanierungssatzung (§ 142 BauGB)
    - Mit Beschluss der förmlichen Festlegung des Sanierungsgebietes wird durch das Grundbuchamt bei allen betroffenen Grundstücken ein Sanierungsvermerk in Abteilung II des Grundbuchs eingetragen. Des Weiteren sind ab sofort sämtliche Vorhaben (auch solche, die sonst nicht genehmigungspflichtig wären) nur mit Zustimmung/Genehmigung durch die Gemeinde zulässig. Über die Genehmigung hat die Gemeinde binnen eines Monats zu entscheiden.

- Durchführung (§ 146 BauGB)
  - Ordnungsmaßnahmen wie Umzüge, Bodenordnung einschließlich der Erwerb von Grundstücken, Grundstücksfreilegungen, Herstellung oder Änderung von Erschließungsanlagen etc. sind Aufgabe der Gemeinde (§ 147 BauGB)
  - Baumaßnahmen, also Modernisierungen, Instandsetzungsarbeiten oder auch Neubauten/Ersatzbauten, sowie die Betriebsverlagerungen sind Aufgabe der Eigentümer; bei Gemeinbedarfs- und Folgeeinrichtungen ist das die Gemeinde (§ 148 BauGB)
  - Kosten- und Finanzierungsübersicht (§ 149 BauGB)

- Maßnahmen zum Abschluss
  - Aufhebung der Satzung zur Gebietsfestlegung (§ 162 BauGB)
  - Fortfall von Rechtswirkungen für einzelne Grundstücke (§ 163 BauGB)
  - Förderungs- und beitragsrechtliche Abrechnung
  - Abrechnung der Sanierungsmaßnahme und Erhebung von Ausgleichsbeträgen (§§ 153 - 155 BauGB)
  - Härteausgleich (§ 181 BauGB)

Zur Erfüllung der Aufgaben der Gemeinden werden vielfach Sanierungsträger oder andere Beauftragte eingeschaltet (§§ 157 f. BauGB).

## Finanzierung
Die Finanzierung der Gesamtmaßnahme erfolgt durch
- die Gemeinde mit zumeist Finanzhilfen des Landes und des Bundes im Rahmen der Städtebauförderung (§ 164a, § 164b BauGB),
- durch die Ausgleichbeträge der Eigentümer, welche zum Abschluss der Sanierung erhoben werden, auf der Grundlage der durch die Sanierung bedingten erhöhten Bodenwerte (§§ 153 ff. BauGB),
- die Investitionen der privaten Bauherren mit evtl. Zuschüssen der Gemeinde.

## Dauer des Sanierungsverfahrens
Das Sanierungsverfahren beginnt mit dem Beschluss über den Beginn der vorbereitenden Untersuchungen (§ 141 Abs. 3 Satz 1 BauGB) und endet mit der Abwicklung der Sanierung. Seit dem 1. Januar 2007 soll das Verfahren nicht länger als 15 Jahre dauern. Sind die Maßnahmen in diesem Zeitraum nicht beendet, kann die Frist durch Beschluss verlängert werden (§ 142 Abs. 3 Satz 3 BauGB). Die Dauer vieler Sanierungsverfahren ist auf Grund der vorhandenen erheblichen Missstände deutlich länger.